# Ounastunturi
Ounastunturi är ett fjäll i Finland med flera toppar.  Det ligger i Enontekis kommun i den ekonomiska regionen  Fjäll-Lappland  och landskapet Lappland, i den norra delen av landet, 900 km norr om huvudstaden Helsingfors. Ounastunturi separeras från Pallastunturi fjäll i söder av dalen Hannukuru.
Terrängen runt Ounastunturi är kuperad norrut, men söderut är den platt. Den högsta punkten i fjället är Outtakka, 723 meter över havet (68°14′02″N 23°49′40″Ö / 68.2339°N 23.8278°Ö).  Trakten runt Ounastunturi är nära nog obefolkad, med mindre än två invånare per kvadratkilometer. Närmaste större samhälle är Enontekis, 16,6 km norr om Ounastunturi över Ounasjärvi sjön. 